# Чарлз Ричард Крейн
Чарлз Ричард Крейн (на английски: Charles Richard Crane) е американски бизнесмен, дипломат и меценат.

## Биография
Роден е на 7 август 1858 година в Чикаго в семейството на Ричард Телър Крейн, който през следващите години създава едно от най-големите металообработващи предприятия в страната. Работи в семейната компания и пътува много, финансира мащабния проект на чешкия художник Алфонс Муха „Славянска епопея“.
Активен поддръжник на президента Удроу Уилсън, в края на Първата световна война участва в няколко дипломатически мисии, а през 1920 – 1921 година е посланик в Китай. По това време синът му Ричард Телър Крейн става първи американски посланик в Чехословакия, а дъщеря му се жени за Ян Масарик, син на първия чехословашки президент. През 1931 година участва във финансирането на първите проучвания за добив на нефт в Саудитска Арабия и Йемен. Известен арабофил, по това време става известен и със свои антисемитски коментари.
Чарлз Ричард Крейн умира на 14 февруари 1939 година в Палм Спрингс.